# 史特靈敦 (密蘇里州科爾縣)
史特靈敦（英語：Stringtown）是位於美國密蘇里州科爾縣的非建制地區。

## 歷史
史特靈敦的郵局於1851年設立，其後於1882年停運。

## 地理
史特靈敦所處的海拔為高於海平面251米（即823英呎），而該地所採用的時區為UTC-6，即北美中部時區（CST）。同時該地設有夏令時間，為UTC-6調快一小時，即UTC-5（CDT）。